# Gatunek morfologiczny
Gatunek morfologiczny (morphospecies) – gatunek wyróżniony wyłącznie na podstawie cech morfologicznych, grupa podobnych do siebie osobników wyraźnie odróżniających się od pozostałych. Precyzyjne wyróżnienie gatunku nie może się ograniczać do cech morfologicznych, ale wymaga też dogłębnej znajomości sposobu życia, rozrodu, rozwoju, ekologii i zachowania. Gatunki morfologiczne mogą być politypowe, czasem okazuje się, że taki gatunek jest parą gatunków bliźniaczych, o wyraźnie zaznaczonej barierze rozrodczej. Współcześnie ustalaniem gatunków morfologicznych zajmuje się fenetyka, a ustalaniem ich hierarchii – taksonomia.